# Joppa (Illinois)
Le village de Joppa est situé le long de l’Ohio, dans le comté de Massac, dans l’État de l’Illinois, aux États-Unis. Sa population s’élevait à 360 habitants lors du recensement de 2010, estimée à 341 habitants en 2016.

## Source
- (en) Cet article est partiellement ou en totalité issu de l’article de Wikipédia en anglais intitulé « Joppa, Illinois » (voir la liste des auteurs).